# Brzeźnicka Węgorza

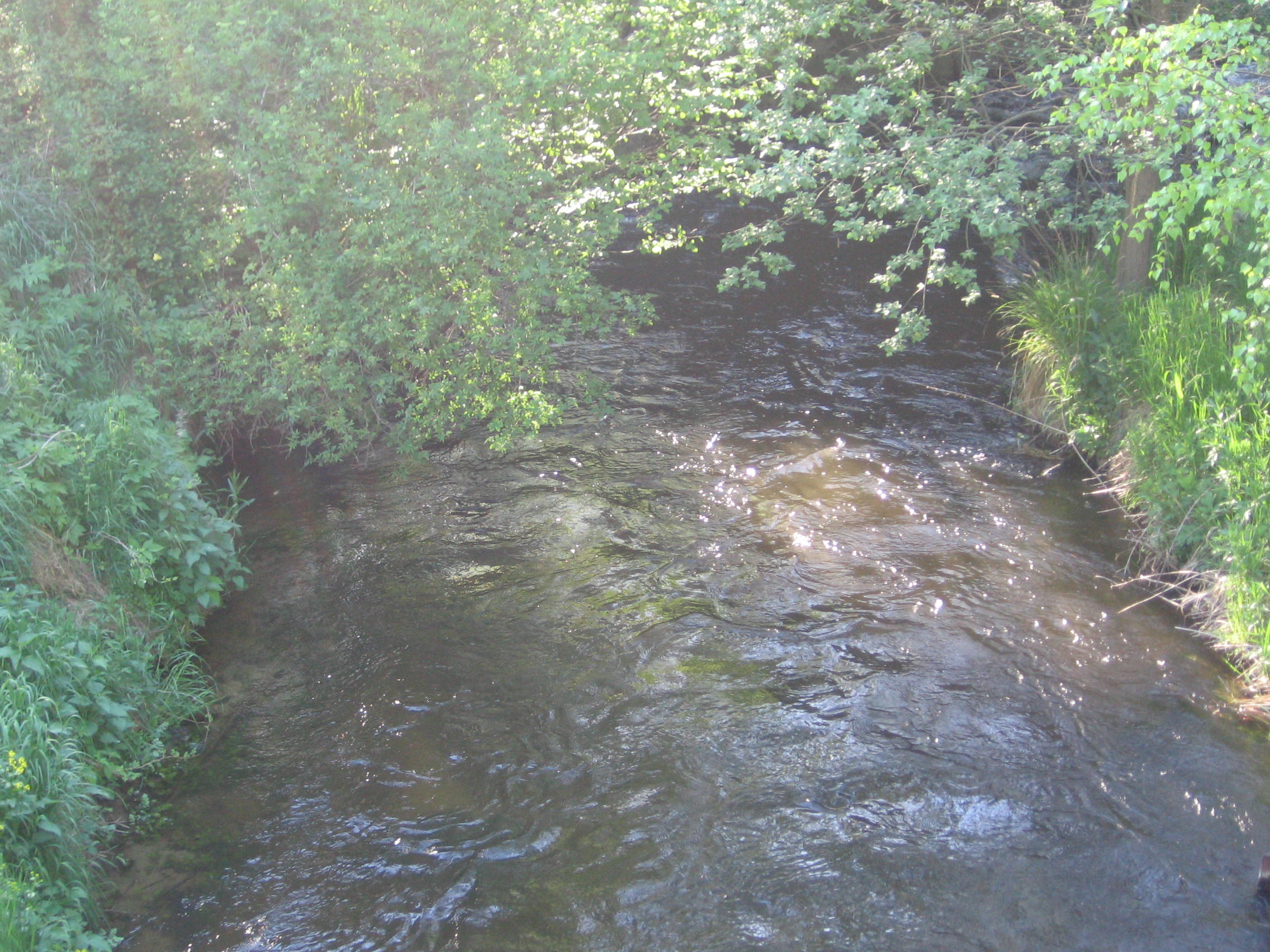
Brzeźnicka Węgorza

Brzeźnicka Węgorza (phát âm: [bʐɛʑ'ɲiʦka vɛŋ'gɔʐa]) là một dòng sông chảy qua thành phố Węgorzyno, trong khu vực Tây Pomerania, ở Ba Lan. Nó có chiều dài 40 km. Đây là một nhánh của sông Rega, bắt nguồn từ hồ Studnica ở vùng sông Drawa.